# Sebastián De Caro
Juan Sebastián De Caro (Buenos Aires, 15 de diciembre de 1975) es un director, guionista, escritor y actor argentino. Como actor, participó en la telenovela Montaña rusa y en la serie Todos contra Juan. Como guionista y director, hizo varias realizaciones independientes: Rockabilly (2000), De noche van a tu cuarto (2005) y 20.000 besos (2013), entre otras. También ha participado en el programa radial Perros de la calle, junto a Andy Kusnetzoff, y en Gente sexy, con Clemente Cancela. Ha publicado los libros Mi método (cuentos, 2011), Las nuevas aventuras de un biólogo recién recibido (novela, 2013) y La flor más falsa del mundo (novela, 2017).

## Cine

### Director y guionista
| Año  | Título                          |
| ---- | ------------------------------- |
| 2000 | Rockabilly                      |
| 2001 | Vacaciones en la Tierra         |
| 2002 | De noche van a tu cuarto        |
| 2003 | Piccola settimana - Semanita    |
| 2004 | Valeria, una película lyncheana |
| 2009 | Recortadas                      |
| 2013 | 20.000 besos                    |
| 2019 | Claudia                         |
| 2022 | Matrimillas                     |

### Actor
| Año  | Título                                   | Papel         |
| ---- | ---------------------------------------- | ------------- |
| 2001 | Vacaciones en la Tierra                  |               |
| 2003 | Piccola settimana - Semanita             |               |
| 2009 | Nunca más asistas a este tipo de fiestas |               |
| 2011 | Mi primera boda                          | Sebastián     |
| 2015 | Kryptonita                               | Oficial Ranni |
| 2019 | Ituzaingó V3rit4                         |               |
| 2021 | Lexter                                   |               |

## Televisión

### Actor
| Año       | Título              | Papel                     | Canal      |
| --------- | ------------------- | ------------------------- | ---------- |
| 1994-1995 | Montaña rusa        | Nicolás                   | Canal 13   |
| 1996      | El último verano    |                           | Canal 13   |
| 2008      | Todos contra Juan   | Tony Forcelli             | América TV |
| 2010      | Todos contra Juan 2 | Tony Forcelli             | Telefe     |
| 2011      | Los sónicos         | Invitado en el capítulo 5 | Canal 9    |
| 2016      | Nafta Súper         | Teniente Ranni            | Space      |

### Como él mismo
| Año  | Título             | Canal      |
| ---- | ------------------ | ---------- |
| 2003 | Gritos en la noche | América TV |
| 2011 | Gran Hermano       | Telefe     |
| 2024 | Gran Hermano       | Telefe     |

## Radio
| 2001-2002 | A toda radio             | Radio Mitre   |       |                   |          |
| 2002-2008 | Perros de la calle       | Metro 95.1    |       |                   |          |
| 2012-2013 | Como robar el mundo      | Metro 95.1    |       |                   |          |
| 2014      | Gente sexy               | Rock & Pop    |       |                   |          |
| 2015      | Cinerama                 | Nacional Rock |       |                   |          |
| 2017-2018 | Una casa con diez chinos | Vorterix      |       |                   |          |
| 2020-2023 | Un mundo feliz           | Radio SI      |       |                   |          |
| 2024-     | California secreta       | Vorterix      | 2024- | La broma infinita | Gelatina |